# Humanisme
Humanisme is een filosofische en ethische houding die de waarde van mensen benadrukt en in het algemeen de voorkeur geeft aan kritisch denken en bewijs (rationalisme en empirisme) boven acceptatie van dogma of bijgeloof.

## Betekenis
De betekenis ervan fluctueert volgens opeenvolgende intellectuele bewegingen die zich ermee hebben geïdentificeerd. De term werd bedacht in het begin van de negentiende eeuw om te verwijzen naar een onderwijssysteem gebaseerd op de studie van klassieke literatuur (klassiek humanisme). In het algemeen verwijst humanisme echter naar een perspectief dat menselijke vrijheid en vooruitgang benadrukt. Het beschouwt mensen als enige verantwoordelijk voor de ontwikkeling van individuen en benadrukt een zorg voor de mens in relatie tot de wereld. In de moderne tijd zijn humanistische bewegingen typisch niet-religieuze bewegingen in overeenstemming met secularisme, en tegenwoordig kan humanisme verwijzen naar een niet-theïstische levenshouding gericht op menselijke keuzevrijheid die zich richt op wetenschap in plaats van openbaring van een bovennatuurlijke bron om de wereld te begrijpen.

## Oorsprong
Het humanisme begon met de intellectuele, literaire en wetenschappelijke beweging van de veertiende tot de zestiende eeuw, die elke vorm van kennis wilde baseren op de literatuur en cultuur van de klassieke oudheid. De bekendste humanist uit die tijd is Desiderius Erasmus. Het humanisme verving als filosofie en opvatting van de werkelijkheid, het bovennatuurlijke verklaringsmodel van God en de kerk door het concept van de mens als maat van alle dingen. Het betekende het begin van de moderniteit en de dominantie van de rede, en het idee dat ieder mens recht had op leven, vrijheid en het nastreven van geluk, niet in een toekomstig beloofd paradijs, maar in het hier en nu, in een zelf vormgegeven werkelijkheid. Oorspronkelijk werd onder humanisme verstaan:
- een teruggrijpen op voornamelijk de Griekse oudheid als cultuur- en vormingsideaal.
- een levensbeschouwing die zich niet beroept op een goddelijke openbaring, maar vertrouwt op het vermogen van de mens om zelf zijn leven zin te geven, zich baserend op universele waarden zoals menselijke waardigheid, mondigheid, vrijheid, tolerantie en verantwoordelijkheid.

De wortels van de westerse beschaving worden traditioneel gezocht bij de joods-christelijke traditie, de oud-Griekse cultuur en de eeuwenlange invloed van het Romeinse Rijk, en van alle drie zijn invloeden in het moderne humanisme merkbaar. Met de opkomst van het christendom komt de nadruk meer te liggen op de universaliteit van morele waarden. Humanisme is afgeleid van het Latijnse woord humanus, menselijk, en een centraal begrip is dan ook humanitas, menselijkheid.
De term humanist is ongeveer 500 jaar oud, de verwante woorden humanisme en humanistisch niet meer dan 200 jaar. Toch worden ze — vaak alleen achteraf — gebruikt om een aantal cultuurverschijnselen aan te duiden uit meer dan 2000 jaar westerse geschiedenis.
1. Het eerste humanisme is dat van de Italiaanse renaissance. Er werd enthousiast teruggegrepen op de antieke beschaving. Het is vooral een beoefenen van de bonae litterae en daarmee geesteswetenschappelijk georiënteerd: zie renaissance-humanisme.[5]
2. Het assimileren van de Griekse en hellenistische cultuur door de Romeinen sinds ongeveer 150 v.Chr. kan als tweede humanisme worden beschouwd.[6]
3. het derde humanisme is dat van Duitsland, eerste omstreeks 1800, en dan aan het begin van de twintigste eeuw. De oude Grieken werden opnieuw als cultuurdragers gezien en het bildungsideal beheerste het levensbeschouwelijk denken. De mens diende zich door creatieve verwerking van het antieke erfgoed zo te vormen dat hij zich maximaal kon ontplooien.
4. Het moderne vierde humanisme is eveneens een vormingsideaal, dat zelfontplooiing van de mens beoogt. Het onderscheidt zich van de voorgaande vormen doordat het een volledige levensovertuiging wil zijn, vooral in Nederland. Deze na de Tweede Wereldoorlog georganiseerde vorm van humanisme grijpt nauwelijks meer terug op de oudheid en wortelt vooral in de achttiende-eeuwse verlichting: zie modern humanisme en humanistisch verbond.

## Vormen
Sommigen geven tegenwoordig de voorkeur aan slechts twee soorten van humanisme, waarbij vormen 1, 2 en 3 een cultuurideaal nastreven, terwijl de vierde vorm in de eerste plaats een complete niet-religieuze levensbeschouwing is.
In Nederland vertegenwoordigt Human het humanisme op radio, televisie en internet. Vroeger was Human onderdeel van Humanistisch Verbond, tegenwoordig is Human als zelfstandige ledenomroep onderdeel van de Humanistische Alliantie.

## Overzicht
- renaissancehumanisme: een moderne benaming voor een intellectuele stroming in de tijd van de renaissance, die voor het eerst door Francesco Petrarca op gang werd gebracht en belichaamd
- Weimar-humanisme, een in de achttiende eeuw ontstane vorm van humanistisch denken die het belang van een brede persoonlijke vorming (Bildung) benadrukte, met Wilhelm von Humboldt, Goethe en Schiller als belangrijkste exponenten
- modern humanisme: een georganiseerde levensbeschouwing die de mens centraal stelt en uitgaat van de waarde van de mens
- religieus humanisme: een integratie van ethische humanistische filosofie met religieuze rituelen en overtuigingen die zich richten op de menselijke behoeften, interesses en vermogens
- seculier humanisme: een humanistische stroming die uitgaat van rede, ethiek en rechtvaardigheid

### Verwante stromingen
Ook de volgende bewegingen en stromingen gebruiken de term humanisme, de mate van verwantschap met het klassieke humanisme varieertː
- humanistische psychologie, een school binnen de psychologie met als bekendste vertegenwoordigers Carl Rogers en Abraham Maslow
- nieuw humanisme: een door de Argentijn Mario Rodríguez Cobos ontwikkelde spirituele syncretistische levensbeschouwing
- posthumanisme: de studie, het geloof en de promotie van het idee dat de tegenwoordige menselijke vorm gelimiteerd is
- transhumanisme: een recente vorm van speculatieve filosofie die probeert om de door de natuur gestelde grenzen van het menselijke bestaan te doorbreken. Hierbij moet vooral door technisch-biologische hulpmiddelen, zo gauw deze beschikbaar komen door de technische vooruitgang, het menselijke lichaam verbeterd en/of veranderd worden door genetische en cybernetische uitbreidingen
- neohumanisme, filosofie van de twintigste-eeuwse Indiase denker Prabhat Rainjan Sarkar